# Radomír Sliž
Radomír Sliž (* 1999 Třinec) je český gymnasta, který reprezentuje Českou republiku na mezinárodních soutěžích v mužské sportovní gymnastice. 
Účastnil se Mistrovství světa ve sportovní gymnastice 2023 v Antverpách, kde obsadil celkové 24. místo. Na Mistrovství Evropy v gymnastice 2023 postoupil do finále z pátého místa, ve finále obsadil celkovou 7. příčku.
Mezi největší úspěchy Sliže patří také 3. místo na Světovém poháru v gymnastice, kterého dosáhl v roce 2022 v Turecku a v roce 2023.